# Muralla de Banyoles
La Muralla de Banyoles és una obra situada a Banyoles (Pla de l'Estany) inclosa a l'Inventari del Patrimoni Arquitectònic de Catalunya.

## Descripció
Avui es conserva un tram de la muralla medieval notable al Parc de la Muralla, com també d'altres trams identificats en els carrers Sant Pere, Santa Maria i Canal. Recentment, els treballs arqueològics han posat a la llum el perímetre i fossat de la muralla del monestir de Sant Esteve amb la troballa de l’antiga torre circular de la Sagristia, possiblement d’època medieval. En elm tram conservat són visibles les antigues espitlleres de tir i l'assentament de l'obra en el subsòl de travertí. Al Parc de la Muralla destaquen dues construccions a mode de templet de reminiscència gòtica, fetes amb llosa de travertí. Sobre una planta hexagonal s'aixequen sis pilarets que compartimenten sis espais oberts i rematats per una arcada lobulada, construcció datable a finals del segle xviii o el segle xix quan Can Perpinyà (avui Can Lavall) fou reformada com a residència senyorial.

## Història
Foren construïdes durant la restauració de la muralla en el segle xvi com a elements més aviat de vigia per a la prevenció dels saltejadors de camins, que no pas com a elements de defensa.